# Mołodyłów
Mołodyłów (ukr. Молодилів, Mołodyliw) – wieś na Ukrainie, w  obwodzie iwanofrankiwskim, w rejonie kołomyjskim. 
W II Rzeczypospolitej wieś w powiecie tłumackim województwa stanisławowskiego.
W latach 1944–1945 nacjonaliści ukraińscy z OUN-UPA zamordowali tutaj 30 Polaków.